# ديفيد كاستر
ديفيد كاستر (بالإنجليزية: David Custer)‏ هو صحفي أمريكي، ولد في 14 أكتوبر 1980.